# 迴避型人格障礙
迴避型人格障礙（Avoidant personality disorder；簡稱AvPD）屬於C型人格障礙的一種，特徵有過度的社交焦慮與社交抑制、渴望卻害怕建立親密關係、感到嚴重的自我不足與自卑、且過度依賴逃避恐懼來源以因應適應不良（如自我社交孤立）。這類人常會恐懼負面評價、社交排斥、認為自己社交無能且沒有吸引人的魅力、感到強烈渴望卻避免參與社交互動。這類人格障礙發生在生理男性與女性的比例幾乎相同。

迴避型人格障礙的患者經常為避免被嘲笑、羞辱、拒絕或討厭而遠離社交互動；只有在確保不會被否定的情況下，才願意與他人互動；患者常因為擔心被人群討厭或排擠，而先主動結束與他人的社交關係，然而這份擔憂有時只是自己的猜測。
經歷童年情感忽視（尤其是來自父母）或同儕拒絕的經驗會提升患有迴避型人格障礙的機會；但儘管沒有明確經歷被欺凌或忽視的經驗，有些人仍可能會產生此型人格障礙。

## 症狀
迴避型人格障礙的患者經常只會注意到自己的缺點、並只有在確定對方不會否定自己時，才願意建立情感關係。患者常感到自我厭惡，並不擅長察覺自己在社會觀點上的優秀特質。失去情感關係與被人否定造成的痛苦導致患者寧可選擇獨處，也不願冒著風險與他人產生情感連結。
某些患者會因渴求歸屬感而幻想擁有完美、被對方接受並相愛的感情。患者經常認為自己不值得擁有渴望的感情，並在自己嘗試時感到羞恥。儘管成功建立起一段感情，也會因為害怕自己搞砸，而選擇先主動拋棄對方。
患者常形容自己難以放鬆、焦慮、孤獨、不受歡迎且無法融入他人。它們偏向選擇不需和他人頻繁互動的獨立工作。患者也常因害怕尷尬而避免於人前表演或活動。
病徵包括：
- 極度害羞、或於社交場合感到極度焦慮，但仍渴望擁有親密的人際關係[8]。
- 與依附高度相關的焦慮，其中可能包含對被遺棄的恐懼（英语：Abandonment (emotional)）[9]。
- 物質使用障礙[10][11][12]。

### 共病症
報告指出，迴避型人格障礙的共病症常為社交恐懼症；不過須注意，使用儀器對共病症的診斷結果有很大的影響。研究指出，同時患有恐慌症與廣場恐懼症的人約有10–50%也患有迴避型人格障礙、又有約20–40%的人患有社交恐懼症。
對於社交恐懼症與廣泛性焦慮症的患者，同時患有兩種的人比單一症狀的患者更容易診斷出迴避型人格障礙。
部分研究指出，廣泛性焦慮症患者得到迴避型人格障礙的患病率高達45%，而強迫症患者的患病率高達56%；創傷後壓力症患者也常產生迴避型人格障礙的共病症。
迴避型人格容易產生自我厭惡、甚至自我傷害。迴避型人格障礙患者也常出現物質使用障礙，尤其是對酒、苯并二氮呯（一種抗焦慮藥物）與鴉片類藥物，可能會嚴重影響患者的預後結果。
早期的理論家提出由迴避型與邊緣型人格障礙合併的人格障礙，稱「迴避型-邊緣型混合人格障礙」 (AvPD/BPD)。

## 成因
迴避型人格障礙並沒有定義出明確的成因，但可能常受社會、基因和心理上等因素影響，也可能與遺傳的氣質有關。
舉例來說，有些在童年或青春期得到的焦慮障礙，常與容易產生行為抑制的氣質有關，例如害羞、容易恐懼和對陌生情境感到退縮。這類的天生氣質可能導致容易形成迴避型人格障礙的遺傳易感性。
童年情感忽視和同儕拒絕會提升罹患風險。 部分學者認為較強的感官處理靈敏度（sensory-processing sensitivity）加上不好的童年經歷，會提高罹患風險。

## 子分類

### 米隆分類
心理學家希歐多爾·米隆提到，因為患者的狀況常混合多種症狀，他們傾向擁有一個主要的人格障礙、加上一個或多個次要的人格障礙，因此他提出了四種迴避型人格障礙的子分類：
| 子分類                                  | 次要人格障礙 | 人格特質 |
| --------------------------------------- | ------------ | --- |
| 恐懼迴避（Phobic avoidant）             | 依賴型       | 面對常見程度的不安情緒時，會選擇避免有形的刺激；且將疑慮和不安的情緒當作令人厭惡的可怕象徵。                             |
| 衝突迴避（Conflicted avoidant）         | 被動攻擊型   | 無法整理混亂的思緒、受恐懼影響、難以安定、無法對自己釋懷、猶豫、混亂、飽受折磨、陣發性的症狀、感到苦惱、無法減緩的憂慮。 |
| 敏感迴避（Hypersensitive avoidant）     | 偏執型       | 強烈的警惕與疑心；以下兩類情緒輪流發生：先感到「恐慌、畏懼、焦躁與膽怯」，再轉為「臉皮薄、易怒、暴躁與對人過度警惕」。   |
| 自我捨棄迴避（Self-deserting avoidant） | 憂鬱型       | 會阻斷自我意識，捨棄過去痛苦的記憶、選擇拋開不可能實現的想法和衝動，可能有自殺傾向。                                     |

### 其他分類
於1993年，Lynn E. Alden與Martha J. Capreol提出了另外兩種迴避型人格障礙的子類型：
| 子類型                                 | 特徵                                                     |
| -------------------------------------- | -------------------------------------------------------- |
| 冷淡迴避（Cold-avoidant）              | 無法感受和表達對他人的正面情緒。                         |
| 供人利用型迴避（Exploitable-avoidant） | 無法對他人表達憤怒或拒絕脅迫，因此有被其他人霸凌的風險。 |

## 診斷

### 國際疾病與相關健康問題統計分類
由世界衛生組織提供的ICD-10（國際疾病與相關健康問題統計分類第十版）中將迴避型人格障礙列為「焦慮（迴避）型人格障礙」（anxious (avoidant) personality disorder）（F60.6）。
患者在以下六點特徵中，應至少符合四點：
- 持續且廣泛的緊張感與憂慮。
- 認為自己社交無能、沒有吸引力或不如別人。
- 在社交場合總是擔心被批評或排斥。
- 除非確定對方歡迎自己，否則不願意參與他人事務。
- 出於維護軀體安全感的需要，在生活風格上有許多限制。
- 由於害怕受到批評、指責和拒絕，避免參加與他人密切交流的社交或職能活動。

其他特徵可能還包含超敏反應和拒絕批評。
在ICD-10中，診斷人格障礙需符合人格障礙一般準則（general criteria for a personality disorder）。

### 精神疾病診斷與統計手冊
由美國精神醫學學會提出的《精神疾病診斷與統計手冊》（DSM）中有提及迴避型人格障礙的診斷(301.82)。其包含暴露於人群時的多方面行為抑制、感到自我不足與對負面評價極度敏感。徵狀在成年期的早期發生，並在特定情況中發作。
患者在以下七點特徵中，應至少符合四點：
- 由於害怕受到批評、指責和拒絕，避免參加與他人密切交流的職能活動。
- 除非確定對方歡迎自己，否則不願意參與他人事務。
- 由於擔心受到羞辱或嘲笑，而抗拒與人建立親密的關係。
- 在社交場合總是擔心被批評或排斥。
- 在意自己的缺點與不足，導致在與陌生人互動時表現畏縮。
- 認為自己社交無能、沒有吸引力或不如別人。
- 由於擔心出醜，而異常抗拒承擔個人風險或參與新活動。

### 鑑別診斷
與社交恐懼症相比，診斷迴避型人格障礙（AvPD）需要滿足「人格障礙一般準則」（general criteria for a personality disorder）的條件。
根據DSM-5指出，迴避型人格障礙需與其他相近的人格障礙有所區別，如依賴型、偏執型、或。但這些人格障礙也可能同時出現，尤其是迴避型與依賴型。因此，當用於複數人格障礙的準則符合條件時，可診斷為同時具有所有符合的人格障礙。
在迴避型與中，有部分的人格特徵重疊。且迴避型人格障礙與精神分裂症谱系障碍可能有關聯。
不可以將迴避型人格障礙判定為自閉症譜系障礙，尤其是亞斯伯格症候群。

## 治療
迴避型人格障礙可透過多種方法治療，如社交技巧訓練、心理治療、認知行為療法與漸進提升社會接觸的暴露療法，以團體心理治療練習社交技巧，或部分時候使用藥物治療。
鑑於患者在不信任醫師或恐懼的情況下往往會逃避療程，治療的關鍵在於獲取並保持患者的信任。無論個人治療或團體社交技巧訓練，其主要目的都是促使患者開始挑戰自己內心過度的負面自我評價。
此型人格障礙在患者的努力和治療手段的幫助下，可以得到顯著改善。

## 預後
迴避型人格障礙通常是慢性且持續的心理狀態，若不接受治療，可能不會隨著時間而改善。由於迴避型人格障礙相對缺乏研究，加上低盛行率、社會成本和研究現狀等因素，迴避型人格障礙是一種較常不被重視的人格障礙。

## 爭議
部分人士對於迴避型人格障礙與社交恐懼症的區別有所爭議。兩者具有相似的診斷標準、成因、經歷、發展過程、治療和相同的潛在人格特徵，如害羞。
有些人認為它們是同一種人格障礙，而迴避型人格障礙代表其更嚴重的形式。特別是，比起只患有社交恐懼症的患者，迴避型人格障礙的患者有更嚴重的社交焦慮症狀、抑鬱和功能障礙。但在社交技能和即興演講的表現上並沒有顯示出差異 。另一個不同之處是社交焦慮症是對社交情境的恐懼，而迴避型人格障礙更適合描述為對人際關係中親密的反感。

## 流行病學
根據美國2001至2002年的《酒精與相關要素之國家流行病學調查》（NESARC）的數據顯示，迴避型人格障礙在美國一般人口中的患病率為2.36%。在生理男性和女性中出現的頻率相等。在其中一項研究中，它在精神科門診患者中的檢出率為14.7%。

## 歷史
迴避型人格障礙的描述可以追溯到20世紀初期的一些資料中，但當時並未被正式命名。瑞士精神科醫生尤金·布魯勒在他1911年的作品《早發性癡呆症：或是精神分裂症群》（Dementia Praecox: Or the Group of Schizophrenias）中描述了表現出迴避型人格障礙跡象的患者。直到1921年，德國精神科醫生恩斯特·克雷齊默提供了第一個相對完整的描述，才開始區分迴避型和思覺失調人格障礙症，這兩者過去常被混淆或視為同義詞。

## 衍伸閱讀
- 依附理論
- 迴避應對（英语：Avoidance coping）
- 直面恐懼的態度（英语：Counterphobic attitude）
- 感受迴避（英语：Experiential avoidance）
- 自卑情結
- 感官處理靈敏度

社會層面：
- 隱士
- 家裡蹲
- 孤獨者（英语：Loner）
- 居隱（英语：Recluse）
- 孤獨
- 對人恐懼症